# Satellite Award/Film/Bestes adaptiertes Drehbuch
Mit dem Satellite Award Bestes adaptiertes Drehbuch wird ein herausragendes Skript für die Umsetzung eines Films geehrt, das auf einer bereits bestehenden literarischen Vorlage beruht.
| Statistik (bis einschließlich Satellite Awards 2024)     |                                                     |
| Am häufigsten honorierte Drehbuchautoren (je zwei Siege) | Christopher Hampton Brian Helgeland Aaron Sorkin    |
| Am häufigsten nominierte Drehbuchautoren                 | Aaron Sorkin (vier Nominierungen, davon zwei Siege) |
| Am häufigsten nominierte Drehbuchautoren ohne Sieg       | Eric Roth (vier Nominierungen)                      |

Es werden immer jeweils die Drehbuchautoren eines Films des Vorjahres ausgezeichnet.

## Nominierungen und Gewinner

### 1996–1999
| Jahr | Preisträger                       | Film                            | Nominierungen |
| ---- | --------------------------------- | ------------------------------- | --- |
| 1996 | Anthony Minghella                 | Der englische Patient           | Hossein Amini für Herzen in Aufruhr Arthur Miller für Hexenjagd Laura Jones für Portrait of a Lady John Hodge für Trainspotting – Neue Helden                                                                                                   |
| 1997 | Curtis Hanson und Brian Helgeland | L.A. Confidential               | David Franzoni für Amistad James Schamus für Der Eissturm Atom Egoyan für Das süße Jenseits Hossein Amini für Wings of the Dove – Die Flügel der Taube                                                                                          |
| 1998 | Bill Condon                       | Gods and Monsters               | Frank Cottrell Boyce für Hilary & Jackie Mark Herman für Little Voice Adam Brooks, Akosua Busia und Richard LaGravenese für Menschenkind Terrence Malick für Der schmale Grat                                                                   |
| 1999 | John Irving                       | Gottes Werk und Teufels Beitrag | Atom Egoyan für Felicia, mein Engel Peter Ettedgui und Michael Ignatieff für Onegin – Eine Liebe in St. Petersburg Anthony Minghella für Der talentierte Mr. Ripley Julie Taymor für Titus Peter Hedges und Polly Platt für Unschuldig verfolgt |

### 2000–2009
| Jahr | Preisträger                     | Film                             | Nominierungen |
| ---- | ------------------------------- | -------------------------------- | --- |
| 2000 | Doug Wright                     | Quills – Macht der Besessenheit  | Terence Davies für Haus Bellomont Ethan und Joel Coen für O Brother, Where Art Thou? – Eine Mississippi-Odyssee David Self für Thirteen Days Stephen Gaghan für Traffic – Macht des Kartells                                                                      |
| 2001 | Robert Festinger und Todd Field | In the Bedroom                   | Akiva Goldsman für A Beautiful Mind – Genie und Wahnsinn John Cameron Mitchell für Hedwig and the Angry Inch Philippa Boyens, Peter Jackson und Fran Walsh für Der Herr der Ringe: Die Gefährten Fred Schepisi für Letzte Runde                                   |
| 2002 | Charlie Kaufman                 | Adaption – Der Orchideen-Dieb    | Bill Condon für Chicago Philippa Boyens, Peter Jackson, Stephen Sinclair und Fran Walsh für Der Herr der Ringe: Die zwei Türme Nia Vardalos für My Big Fat Greek Wedding – Hochzeit auf griechisch Ronald Harwood für Der Pianist                                 |
| 2003 | Brian Helgeland                 | Mystic River                     | Robert Pulcini und Shari Springer Berman für American Splendor Gary Ross für Seabiscuit – Mit dem Willen zum Erfolg Billy Ray für Shattered Glass Anthony Minghella für Unterwegs nach Cold Mountain Niki Caro für Whale Rider                                    |
| 2004 | Paul Haggis                     | Million Dollar Baby              | Patrick Marber für Hautnah Joel Schumacher für Das Phantom der Oper Alexander Payne und Jim Taylor für Sideways |
| 2005 | Robin Swicord                   | Die Geisha                       | Dan Futterman für Capote Larry McMurtry und Diana Ossana für Brokeback Mountain William Broyles junior für Jarhead – Willkommen im Dreck Steve Martin für Shopgirl Gill Dennis und James Mangold für Walk the Line                                                |
| 2006 | William Monahan                 | Departed – Unter Feinden         | Bill Condon für Dreamgirls William Broyles junior und Paul Haggis für Flags of Our Fathers Todd Field und Tom Perrotta für Little Children Garrison Keillor für Robert Altman’s Last Radio Show Jason Reitman für Thank You for Smoking                           |
| 2007 | Christopher Hampton             | Abbitte                          | Sarah Polley für An ihrer Seite David Benioff für Drachenläufer Wang Hui-Ling und James Schamus für Gefahr und Begierde Ethan und Joel Coen für No Country for Old Men James Vanderbilt für Zodiac – Die Spur des Killers                                         |
| 2008 | Peter Morgan                    | Frost/Nixon                      | Philip Roth für Elegy oder die Kunst zu lieben John Patrick Shanley für Glaubensfrage Eric Roth und Robin Swicord für Der seltsame Fall des Benjamin Button Simon Beaufoy für Slumdog Millionär David Hare für Der Vorleser Justin Haythe für Zeiten des Aufruhrs |
| 2009 | Geoffrey Fletcher               | Precious – Das Leben ist kostbar | Nick Hornby für An Education Neill Blomkamp und Terri Tatchell für District 9 Nora Ephron für Julie & Julia Jason Reitman und Sheldon Turner für Up in the Air |

### 2010–2019
| Jahr | Preisträger                             | Film                                           | Nominierungen |
| ---- | --------------------------------------- | ---------------------------------------------- | --- |
| 2010 | Aaron Sorkin                            | The Social Network                             | Danny Boyle und Simon Beaufoy für 127 Hours Jez Butterworth und John-Henry Butterworth für Fair Game – Nichts ist gefährlicher als die Wahrheit Robert Harris und Roman Polański für Der Ghostwriter Michael Bacall und Edgar Wright für Scott Pilgrim gegen den Rest der Welt Peter Craig, Ben Affleck und Aaron Stockard für The Town – Stadt ohne Gnade Nikolaj Arcel und Rasmus Heisterberg für Verblendung Debra Granik und Anne Rosellini für Winter’s Bone |
| 2011 | Alexander Payne, Jim Rash und Nat Faxon | The Tree of Life                               | Joe Cornish, Edgar Wright und Steven Moffat für Die Abenteuer von Tim und Struppi – Das Geheimnis der Einhorn Glenn Close, John Banville und Gabriella Prekop für Albert Nobbs Lee Hall und Richard Curtis für Gefährten Tate Taylor für The Help Steven Zaillian und Aaron Sorkin für Die Kunst zu gewinnen – Moneyball |
| 2012 | David Magee                             | Life of Pi: Schiffbruch mit Tiger              | Tom Stoppard für Anna Karenina Chris Terrio für Argo David O. Russell für Silver Linings Ben Lewin für The Sessions – Wenn Worte berühren Tony Kushner, John Logan und Paul Webb für Lincoln |
| 2013 | Jeff Pope und Steve Coogan              | Philomena                                      | John Ridley für 12 Years a Slave Ethan Hawke, Julie Delpy und Richard Linklater für Before Midnight Billy Ray für Captain Phillips Peter Berg für Lone Survivor Terence Winter für The Wolf of Wall Street |
| 2014 | Graham Moore                            | The Imitation Game – Ein streng geheimes Leben | Jason Hall für American Sniper Anthony McCarten für Die Entdeckung der Unendlichkeit Gillian Flynn für Gone Girl – Das perfekte Opfer Cheryl Strayed und Nick Hornby für Der große Trip – Wild Paul Thomas Anderson für Inherent Vice – Natürliche Mängel |
| 2015 | Aaron Sorkin                            | Steve Jobs                                     | Jez Butterworth und Mark Mallouk für Black Mass Lucinda Coxon für The Danish Girl Drew Goddard für Der Marsianer – Rettet Mark Watney Emma Donoghue für Raum Alejandro González Iñárritu und Mark L. Smith für The Revenant – Der Rückkehrer |
| 2016 | Oliver Stone und Kieran Fitzgerald      | Snowden                                        | Andrew Knight und Robert Schenkkan für Hacksaw Ridge – Die Entscheidung Allison Schroeder und Theodore Melfi für Hidden Figures – Unerkannte Heldinnen Justin Marks für The Jungle Book Luke Davies für Lion Todd Komarnicki für Sully |
| 2017 | Scott Neustadter und Michael H. Weber   | The Disaster Artist                            | Lee Hall für Victoria & Abdul James Ivory für Call Me by Your Name Jason Fuchs und Allan Heinberg für Wonder Woman Brian Selznick für Wonderstruck Aaron Sorkin für Molly’s Game – Alles auf eine Karte |
| 2018 | Nicole Holofcener und Jeff Whitty       | Can You Ever Forgive Me?                       | Spike Lee, David Rabinowitz, Kevin Willmott und Charlie Wachtel für BlacKkKlansman Armando Iannucci, David Schneider, Ian Martin und Peter Fellows für The Death of Stalin Barry Jenkins für If Beale Street Could Talk Debra Granik und Anne Rosellini für Leave No Trace Bradley Cooper und Eric Roth für A Star Is Born |
| 2019 | Todd Phillips und Scott Silver          | Joker                                          | Matthew Michael Carnahan, Mario Correa und Nathaniel Rich für Vergiftete Wahrheit Steven Zaillian für The Irishman Taika Waititi für Jojo Rabbit Edward Norton für Motherless Brooklyn Anthony McCarten für Die zwei Päpste |

### Ab 2020
| Jahr | Preisträger                            | Film                  | Nominierungen |
| ---- | -------------------------------------- | --------------------- | --- |
| 2020 | Christopher Hampton und Florian Zeller | The Father            | Edoardo Ponti für Du hast das Leben vor dir (La vita davanti a sé) Ruben Santiago-Hudson für Ma Rainey’s Black Bottom Luke Davies und Paul Greengrass für Neues aus der Welt Jessica Bruder und Chloé Zhao für Nomadland Kemp Powers für One Night in Miami                     |
| 2021 | Sian Heder                             | CODA                  | Eric Roth, Jon Spaihts und Denis Villeneuve für Dune Maggie Gyllenhaal für Frau im Dunkeln (The Lost Daughter) Rebecca Hall und Nella Larsen für Seitenwechsel (Passing) Jane Campion für The Power of the Dog Joel Coen für Macbeth (The Tragedy of Macbeth)                   |
| 2022 | Sarah Polley                           | Die Aussprache        | Rian Johnson für Glass Onion: A Knives Out Mystery Kazuo Ishiguro für Living – Einmal wirklich leben Rebecca Lenkiewicz für She Said Peter Craig, Ehren Kruger, Justin Marks, Christopher McQuarrie und Eric Warren Singer für Top Gun: Maverick Samuel D. Hunter für The Whale |
| 2023 | Cord Jefferson                         | Amerikanische Fiktion | Andrew Haigh für All of Us Strangers Eric Roth und Martin Scorsese für Killers of the Flower Moon Christopher Nolan für Oppenheimer Tony McNamara für Poor Things Jonathan Glazer für The Zone of Interest                                                                      |
| 2024 | RaMell Ross und Joslyn Barnes          | Nickel Boys           | Jacques Audiard für Emilia Pérez Peter Straughan und Arthur Harari für Konklave Pedro Almodóvar für The Room Next Door Vuk Drašković und Miroslav Lekić für Russian Consul Clint Bentley, Greg Kwedar, Clarence Maclin und John Whitfield für Sing Sing                         |